# Diócesis de Radom
La diócesis de Radom (en latín: Dioecesis Radomensis y en polaco: Diecezja radomska) es una circunscripción eclesiástica de la Iglesia católica en Polonia. Se trata de una diócesis latina, sufragánea de la arquidiócesis de Częstochowa. Desde el 4 de enero de 2021 su obispo es Marek Solarczyk.

## Territorio y organización
La diócesis tiene 8000 km² y extiende su jurisdicción sobre los fieles católicos de rito latino residentes en parte meridional del voivodato de Mazovia, la parte septentrional del voivodato de Świętokrzyskie, la parte oriental del voivodato de Łódź y una pequeña porción occidental del voivodato de Lublin.
La sede de la diócesis se encuentra en la ciudad de Radom, en donde se halla la Catedral de Santa María y la basílica de San Casimiro. En el territorio de la diócesis existen otras 2 basílicas menores: Nuestra Señora de la Aurora, en Skarżysko-Kamienna; y San Felipe Neri y San Juan Bautista Studzianna, en Łódź.
En 2023 en la diócesis existían 301 parroquias agrupadas en 29 decanatos: Czarnecki, Czarnoleski, Drzewicki, Głowaczowski, Iłżecki, Jedliński, Konecki, Kozienicki, Lipski, Opoczyński, Pionkowski, Przedborski, Przysuski, Przytycki, Radomski Centralny, Radomski Północny, Radomski Południowy, Radomski Wschodni, Radomski Zachodni, Radoszycki, Sienneński, Skarżyski, Starachowicki Północny, Starachowicki Południowy, Szydłowiecki, Tomaszowski, Wierzbicki, Zwoleński y Żarnowski.

## Historia
La diócesis fue erigida el 25 de marzo de 1992 por el papa Juan Pablo II mediante la bula Totus Tuus Poloniae populus, tras la división de la diócesis de Sandomierz-Radom, de la que también se originó la diócesis de Sandomierz.
El 7 de octubre de 1993, con la carta apostólica Fideles ecclesialis, el papa Juan Pablo II confirmó a san Casimiro, principal santo patrón de la diócesis.

## Estadísticas
Según el Anuario Pontificio 2024 la diócesis tenía a fines de 2023 un total de 829 780 fieles bautizados.
| Año                                                                             | Población            | Población | Población      | Sacerdotes | Sacerdotes    | Sacerdotes    | Bautizados por sacerdote | Diáconos permanentes | Religiosos | Religiosos | Parroquias |
| Año                                                                             | Bautizados católicos | Total     | % de católicos | Total      | Clero secular | Clero regular | Bautizados por sacerdote | Diáconos permanentes | Varones    | Mujeres    | Parroquias |
| ------------------------------------------------------------------------------- | -------------------- | --------- | -------------- | ---------- | ------------- | ------------- | ------------------------ | -------------------- | ---------- | ---------- | ---------- |
| 1999                                                                            | 1 047 000            | 1 050 000 | 99.7           | 716        | 643           | 73            | 1462                     |                      | 81         | 527        | 300        |
| 2000                                                                            | 950 000              | 953 000   | 99.7           | 714        | 635           | 79            | 1330                     |                      | 94         | 430        | 299        |
| 2001                                                                            | 950 000              | 953 000   | 99.7           | 727        | 645           | 82            | 1306                     |                      | 101        | 427        | 299        |
| 2002                                                                            | 950 000              | 953 000   | 99.7           | 719        | 634           | 85            | 1321                     |                      | 102        | 440        | 299        |
| 2003                                                                            | 945 000              | 949 140   | 99.6           | 733        | 648           | 85            | 1289                     |                      | 103        | 404        | 299        |
| 2004                                                                            | 915 708              | 935 500   | 97.9           | 740        | 655           | 85            | 1237                     |                      | 105        | 410        | 299        |
| 2010                                                                            | 911 000              | 918 000   | 99.2           | 756        | 676           | 80            | 1205                     |                      | 95         | 373        | 299        |
| 2014                                                                            | 913 000              | 920 100   | 99.2           | 786        | 697           | 89            | 1161                     |                      | 101        | 344        | 301        |
| 2017                                                                            | 900 400              | 907 400   | 99.2           | 788        | 689           | 99            | 1142                     |                      | 110        | 325        | 301        |
| 2020                                                                            | 836 036              | 855 286   | 97.7           | 770        | 680           | 90            | 1085                     |                      | 101        | 310        | 301        |
| 2022                                                                            | 829 151              | 845 364   | 98.1           | 736        | 648           | 88            | 1126                     |                      | 114        | 288        | 301        |
| 2023                                                                            | 829 780              | 846 008   | 98.1           | 730        | 649           | 81            | 1136                     |                      | 98         | 272        | 301        |
| Fuente: Catholic-Hierarchy, que a su vez toma los datos del Anuario Pontificio. |                      |           |                |            |               |               |                          |                      |            |            |            |

### Vida consagrada
En la diócesis hay comunidades religiosas de numerosos institutos masculinos (los cistercienses, los concepcionistas, los franciscanos, los hermanos de Cristo sufriente, los jesuitas, los menores conventuales, los oratorianos, los palotinos, los paulinos, los redentoristas) y femeninos (las siervas del Sagrado Corazón, las siervas de Jesús en la Eucaristía, las antonianas, las carmelitas del Niño Jesús, las clarisas, las hijas de María Inmaculada, las hijas de San Francisco Seráfico, las franciscanas de los afligidos, las franciscanas de la familia de María, las franciscanas misioneras de María, las monjas de Loreto, las miguelitas, las misioneras benedictinas, las ursulinas grises, las doncellas de la Inmaculada Concepción, las resurreccionistas, las monjas del Santo Nombre de Jesús, las Hermanas de la Unidad de Santa Teresa, las Hermanas de la Misericordia, las Vírgenes de la Presentación y las vicentinas).

## Episcopologio

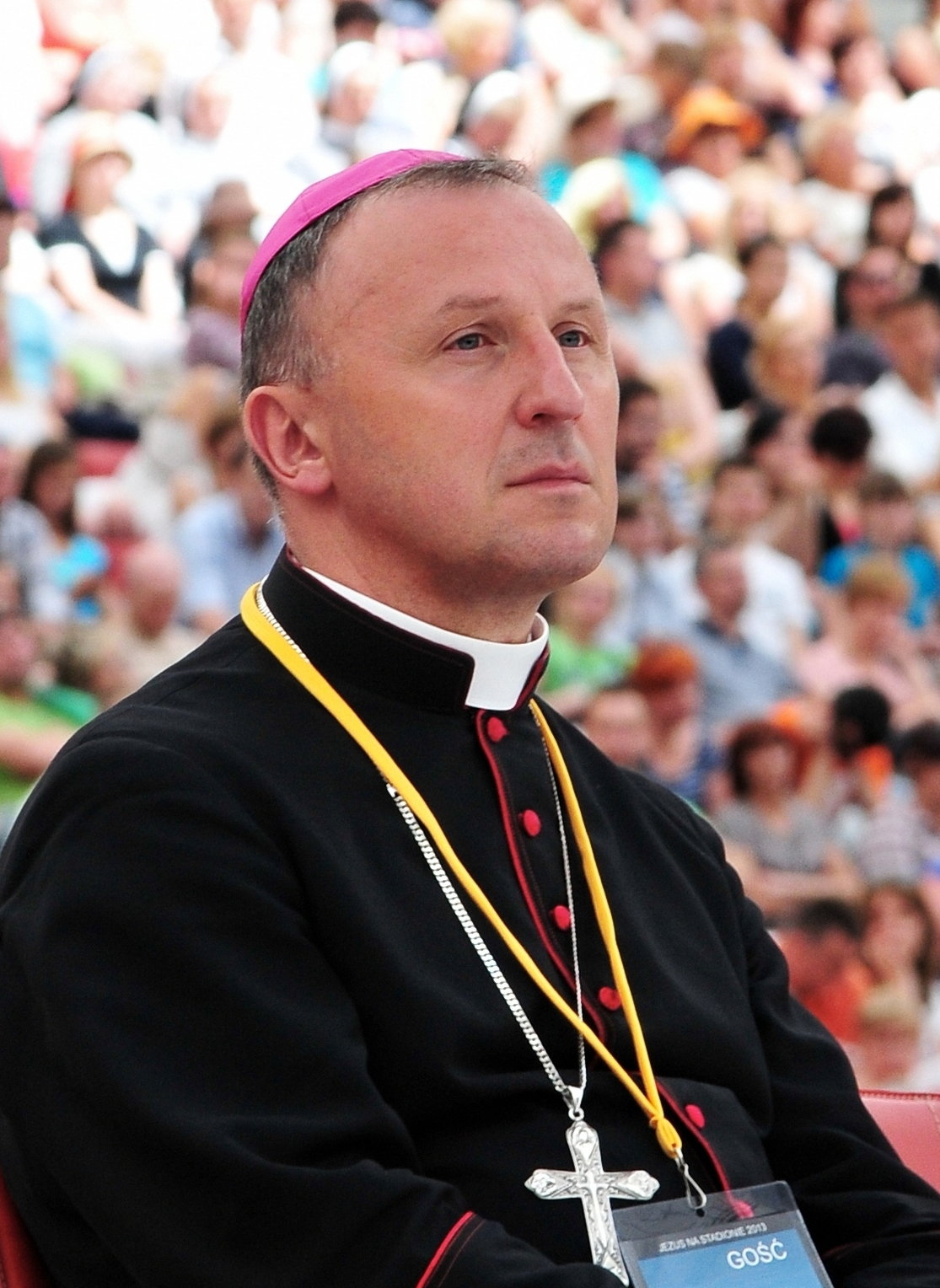
Marek Solarczyk, obispo de Radom desde 2021

- Edward Henryk Materski † (25 de marzo de 1992-28 de junio de 1999 retirado)
- Jan Chrapek, C.S.M.A. † (28 de junio de 1999-18 de octubre de 2001 falleció)
- Zygmunt Zimowski † (28 de marzo de 2002-18 de abril de 2009 nombrado presidente del Pontificio Consejo para la Pastoral de los Agentes Sanitarios)
- Henryk Marian Tomasik (16 de octubre de 2009-4 de enero de 2021 retirado)
- Marek Solarczyk, desde el 4 de enero de 2021